# Seridó FM
Seridó FM é uma emissora de rádio brasileira sediada em Caicó, município do estado do Rio Grande do Norte. Opera no dial FM, na frequência 100.7 MHz. Pertencente à Rede Tropical, a emissora está no ar desde 2017 e é originada do dial AM, quando operava em 1100 kHz e se chamava Rádio Seridó.

## História
Idealizada pelo então governador do estado, José Agripino Maia, a Rádio A Voz do Seridó foi inaugurada em 26 de julho de 1985 pelo ex-governador Tarcísio Maia na frequência AM 1100 kHz. A emissora foi a segunda a estrear na região, sendo a primeira a Rádio Rural de Caicó. A Rádio Seridó tinha programação regional e durante o período em que permaneceu no ar, teve a presença dos radialistas F. Gomes, Liraldo Dantas, Joseane Santos, Lucineide Medeiros, Marcos Antônios, entre outros. Por quase 10 anos, repetiu a programação da Rede SomZoom Sat.
Em dezembro de 2014, a médica e colunista Verônica Alcântara assume a direção da Rádio Seridó e começa a promover diversas mudanças na emissora, desde mudanças na programação até implantação de mudanças técnicas visando a migração do AM para o FM. A emissora já possuía perfil jornalístico e cultural.
No dia 13 de março de 2017, a Rádio Seridó inicia sua transmissão em caráter experimental no dial FM, na frequência 100.7 MHz. A partir de então, a emissora passa a se chamar Seridó FM e estreia nova programação. A emissora passou a contar com o publicitário Silas Elias e uma nova sede, localizada no centro de Caicó. Os transmissores que operavam a rádio AM foram desligados em 1.º de maio de 2017. Em seu blog, o radialista Sidney Silva informa que a emissora iria passar a repetir a programação da Jovem Pan FM. A estreia da Jovem Pan FM Seridó ocorreu em 18 de julho, ao meio-dia.
Em 26 de outubro de 2020, a Jovem Pan FM Seridó deixou a Jovem Pan FM e retornou ao seu antigo nome Seridó FM.